# Backhousia bancroftii
Backhousia bancroftii là một loài thực vật có hoa trong Họ Đào kim nương. Loài này được F.M.Bailey & F.Muell. mô tả khoa học đầu tiên năm 1886.